# Петър Хаджиделев
Петър (Ту̀ше) Христов Хаджиделев или Делев с псевдоним Пешо Босяка е български комунистически активист.

## Биография
Петър Хаджиделев е роден в 1889 година в Кукуш в семейството на Христо Хаджидельов и Катерина Измирлиева. Братовчед е на Христо Смирненски. В 1907 година завършва с двадесет и втория випуск Солунската българска мъжка гимназия. Петър Хаджиделев се мести в София, където следва от 1910 година и става привърженик на партията на Димитър Благоев. По-късно при Петър заминава и майка му Екатерина (Тина) Христова Измирлиева-Хаджиделева. Записва се в университета, но незавършил Петър участва в Балканската и Междусъюзническата война като доброволец в Македоно-одринското опълчение, като служи в 4-та и нестроевата рота на 9-а велешка дружина. Награден е с бронзов медал и с орден „За храброст“ IV степен. В 1920 година заминава да следва във Виена. Става член на Централния македонски инициативен комитет. Ръководи делегацията на Македонската емиграция в България при пренасянето на костите на Гоце Делчев в Скопие.

## Родословие
|  |  |  |  |  |  |  |  |                                |                                |                                |                                | Христо Хаджидельов (? – около 1900) | Христо Хаджидельов (? – около 1900) | Христо Хаджидельов (? – около 1900) | Христо Хаджидельов (? – около 1900) | Христо Хаджидельов (? – около 1900) | Христо Хаджидельов (? – около 1900) |                                 |                                 | Катерина Измирлиева             | Катерина Измирлиева             | Катерина Измирлиева | Катерина Измирлиева | Катерина Измирлиева   | Катерина Измирлиева   |                       |                       |                       |                       |  |  |  |  |  |  |  |  |  |  |  |  |
|  |  |  |  |  |  |  |  |                                |                                |                                |                                | Христо Хаджидельов (? – около 1900) | Христо Хаджидельов (? – около 1900) | Христо Хаджидельов (? – около 1900) | Христо Хаджидельов (? – около 1900) | Христо Хаджидельов (? – около 1900) | Христо Хаджидельов (? – около 1900) |                                 |                                 | Катерина Измирлиева             | Катерина Измирлиева             | Катерина Измирлиева | Катерина Измирлиева | Катерина Измирлиева   | Катерина Измирлиева   |                       |                       |                       |                       |  |  |  |  |  |  |  |  |  |  |  |  |
|  |  |  |  |  |  |  |  |                                |                                |                                |                                |                                     |                                     |                                     |                                     |                                     |                                     |                                 |                                 |                                 |                                 |                     |                     |                       |                       |                       |                       |                       |                       |  |  |  |  |  |  |  |  |  |  |  |  |
|  |  |  |  |  |  |  |  |                                |                                |                                |                                |                                     |                                     |                                     |                                     |                                     |                                     |                                 |                                 |                                 |                                 |                     |                     |                       |                       |                       |                       |                       |                       |  |  |  |  |  |  |  |  |  |  |  |  |
|  |  |  |  |  |  |  |  | Петър Хаджиделев (1889 – 1983) | Петър Хаджиделев (1889 – 1983) | Петър Хаджиделев (1889 – 1983) | Петър Хаджиделев (1889 – 1983) | Петър Хаджиделев (1889 – 1983)      | Петър Хаджиделев (1889 – 1983)      |                                     |                                     | Георги Хаджиделев (1894 – 1925)     | Георги Хаджиделев (1894 – 1925)     | Георги Хаджиделев (1894 – 1925) | Георги Хаджиделев (1894 – 1925) | Георги Хаджиделев (1894 – 1925) | Георги Хаджиделев (1894 – 1925) |                     |                     | Магдалина Хаджиделева | Магдалина Хаджиделева | Магдалина Хаджиделева | Магдалина Хаджиделева | Магдалина Хаджиделева | Магдалина Хаджиделева |  |  |  |  |  |  |  |  |  |  |  |  |